# Čavdar Kostov
Čavdar Kostov (in bulgaro Чавдар Костов?; Sofia, 18 aprile 1988) è un cestista bulgaro.

## Carriera
Con la Bulgaria ha disputato tre edizioni dei Campionati europei (2009, 2011, 2022).

## Palmarès
- Campionato macedone: 1

Rabotnički Skopje: 2017-18
- Campionato bulgaro: 1

Levski Sofia: 2020-21
- Coppa d'Austria: 1

Güssing Knights: 2015